# Vesturbyggð
Vesturbyggð es municipio de la región de Vestfirðir, situado al noroeste de Islandia. En enero de 2011 contaba con una población de 890 personas y una densidad de 0,69 habitantes por kilómetro cuadrado. Su área total es de 1.339 kilómetros cuadrados.

## Poblados y límites
En Vesturbyggð se encuentran los centros urbanos de Patreksfjörður con 627 habitantes, Bíldudalur con 166 habitantes y Krossholt con 19 habitantes.
Al noroeste lo baña el océano Ártico, que se adentra en Vesturbyggð por el fiordo de Patreksfjörður, y también limita con el municipio de Tálknafjörður, que es un enclave que rodea por completo por tierra. Por el norte limita con el de Ísafjarðarbær, por el oriente con el de Reykhólahreppur y por el sur lo baña el océano Atlántico.